# Em Cima da Hora (Três Rios)
O Grêmio Recreativo Escola de Samba Em Cima da Hora é uma escola de samba de Três Rios.
A escola foi uma das fundadoras da LIEST (Liga Independente das Escolas de Samba Trirrienses), sendo suas cores o verde, branco e dourado eo seu símbolo o Desenho de um despertador com seus ponteiros marcando 19 horas.

## História
A Em Cima da Hora foi fundada em 4 de Março de 1978, com o objetivo de promover e facilitar atividade de caráter social, cultural e cívico. Até a década de 1980 era um bloco carnavalesco. Em 1991, já como escola de samba, foi vice-campeã do grupo de acesso.
Em 2006, abriu o Carnaval de Três Rios com um enredo que abordava a influência africana no Brasil. No ano de 2013, é campeã do Grupo B.

## Segmentos

### Presidentes
| Nome                                     | Mandato                 | Ref.  |
| ---------------------------------------- | ----------------------- | ----- |
| Maria Aparecida Marques Pena Faza "Cida" | 07/11/2012 - atualidade | [ 5 ] |

### Diretores
| Ano  | Diretor de Carnaval | Diretor geral de harmonia | Mestre de bateria | Ref.  |
| ---- | ------------------- | ------------------------- | ----------------- | ----- |
| 2013 |                     |                           | Ratinho           | [ 5 ] |
| 2016 | Luciano             | Pedro Paulo e Fábio       | Ratinho           | [ 1 ] |
| 2017 |                     |                           |                   |       |

### Coreógrafo
| Ano  | Nome                        | Ref.  |
| ---- | --------------------------- | ----- |
| 2016 | Jonata Domingos "Johw Johw" | [ 1 ] |
| 2017 |                             |       |

### Casal de Mestre-sala e Porta-bandeira
| Ano  | Nome          | Ref.  |
| ---- | ------------- | ----- |
| 2016 | Danilo e Mara | [ 1 ] |
| 2017 |               |       |

### Rainhas de bateria
| Período | Rainha         | Madrinha | Ref.  |
| ------- | -------------- | -------- | ----- |
| 2016    | Stefany Dionys | -        | [ 1 ] |
| 2017    |                |          |       |

## Carnavais
| Ano  | Colocação   | Grupo  | Enredo | Carnavalesco          | Intérprete        | Ref.        |
| ---- | ----------- | ------ | --- | --------------------- | ----------------- | ----------- |
| 1991 | Vice-campeã | Acesso | |                       |                   | [ 2 ]       |
| 2004 | Vice-campeã | A      | Pátria amada Brasil Compositor:José Mário                                                                       | Fernando Ferreira     |                   | [ 5 ]       |
| 2006 |             | A      | Benditos sejam os filhos da mãe África na cultura brasileira                                                    |                       |                   | [ 3 ]       |
| 2010 | 3º lugar    | ÚNICO  | Divina Terra, o Camponês e o Pão Nosso de Cada Dia Compositores:Luciano, Rogério Nem, Jefinho e Mestre Cassiano | Trajano Antunes Gomes |                   | [ 5 ]       |
| 2011 | 5º lugar    | ÚNICO  | Minas Gerais, 302 anos de histórias, do Caçador de Esmeraldas à Clara Nunes                                     |                       |                   |             |
| 2012 | 5º lugar    | A      | O Bem e o mal                                                                                                   |                       |                   | [ 5 ] [ 6 ] |
| 2013 | Campeã      | B      | Condessa do Rio Novo, Mulher de alma e coração, no Carnaval de Três Rios                                        |                       |                   | [ 7 ] [ 4 ] |
| 2014 | 5º lugar    | A      | Petróleo - Ouro negro em solo brasileiro                                                                        |                       |                   |             |
| 2015 | 4º Lugar    | A      | Antigos Carnavais                                                                                               |                       |                   | [ 1 ]       |
| 2016 | 4º Lugar    | A      | A Divina Terra, Camponês e o Pão Nosso de Cada Dia Reedição de 2010                                             | Henrique Santos       | Cacaio e Magno TQ | [ 1 ]       |